# アトランティック・カレッジ
アトランティック・カレッジ、正式名称United World College of the Atlantic（ACとも略称される）はイギリス、ウェールズにある全寮制・共学の高校。世界共通の大学入学資格である国際バカロレア資格の教育課程に基づく、国際教育組織UWCの最初の一校。1962年に創立。セント・ドーナッツ城を中心に、各種の教室と寮が設置されている。その他のUWC同様に、異文化理解を目指して、世界各国から選抜された奨学生が、生活と勉強を2年間共にする。

## 卒業生・出身者
- ウィレム＝アレクサンダー (オランダ王)
- ラーイヤ・ビント・アル＝フセイン
- エリザベート・ド・ベルジック
- レオノール・デ・ボルボン
- ソフィア・デ・ボルボン
- アレクシア・ファン・オラニエ＝ナッサウ